# Jephtha (Händel)
Jephtha (HWV 70) és un oratori (1751) de Georg Friedrich Händel amb un llibret del rev. Thomas Morell, basat en la història de Jeftè al Llibre dels Jutges (Capítol 11) i Jephthas sive votum - Jeptha o la Promesa (1554) de George Buchanan. Mentre escrivia Jephtha, Händel anava perdent gradualment la vista, i això demostrava que era el seu últim oratori. En la partitura autografiada, al final del cor How dark, o Lord are thy decrees va escriure "Arribat aquí el 13 de febrer de 1751, incapaç de continuar a causa de debilitar-se la vista del meu ull esquerre."

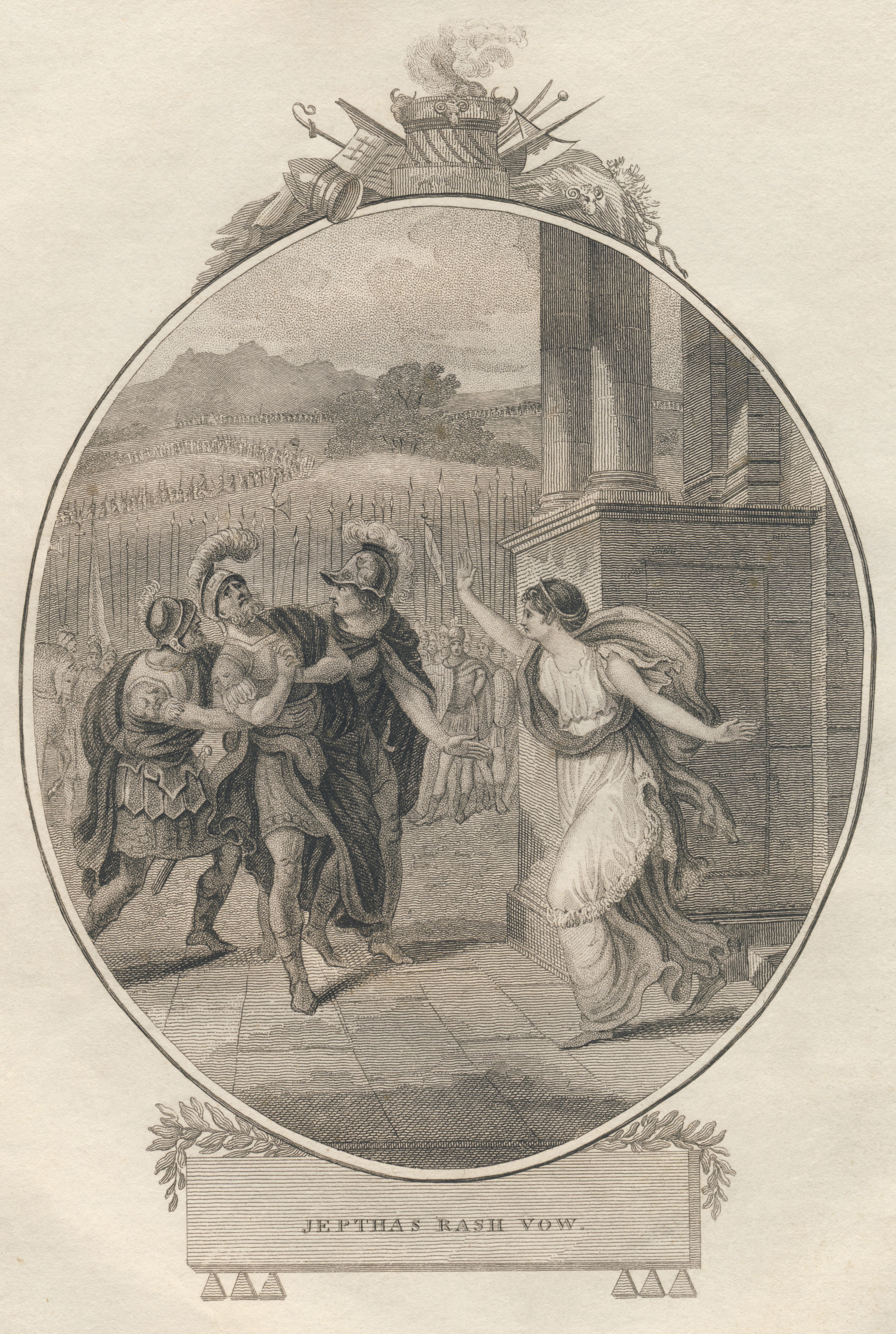
"Jephtha's Rash Vow" (1807), de James Gundee & M. Jones, London

La trama de la història gira al voltant de la promesa imprudent de Jephtha al Totpoderós, si surt victoriós sacrificarà la primera criatura que trobarà en el seu retorn. I la primera que troba és la seva filla estimada Iphis. A diferència de la història Bíblica original, el sacrifici és aturat per un àngel, i Iphis només ha de dedicar la seva vida al Senyor. (En la història Bíblica, el seu pare queda sense elecció per sacrificar-la, i després d'un curt respir, el pare obedientment mata a Iphis).
L'obra mestra final de Händel fou estrenada al Covent Garden el 26 de febrer de 1752, sota la seva direcció, i amb un càsting que incloïa dues dives dels escenaris d'òpera, Giulia Frasi, l'últim prima donna de Händel des de 1749, i Caterina Galli. Es presentava sense decorats ni vestits, però es dividia en tres actes.
Aquest treball es recorda principalment per al recitatiu dramàtic Deeper, and deeper still, i l'ària Waft her, angels, thro' the skies (una de les àries més boniques de Händel). Durant el segle xix aquestes s'interpretaven sovint de concert, com si el recitatiu directament precedís l'ària, encara que de fet els dos passatges ocorren separadament dins de l'oratori.

## Personatges
- Jephtha (tenor)
- Iphis, la seva filla (soprano)
- Storgé, la seva dona (mezzosoprano)
- Zebul, el seu germà (baix)
- Hamor, enamorat d'Iphis (contratenor)
- Àngel (soprano)
- Cor d'israelites
- Cor de sacerdots
- Cor de Verges